# Chioninia stangeri
Chioninia stangeri (сцинк Стенджера) — вид сцинкоподібних ящірок родини сцинкових (Scincidae). Ендемік Кабо-Верде. Вид названий на честь англійського топографа Вільяма Стенджера.

## Поширення і екологія
Сцинки Стенджера мешкають на островах Сан-Вінсенте (779 км²), Санта-Лузія, Бранку і Расу в групі островів Барлавенту. Вони живуть в чагарникових заростях, що ростуть на піщаних ґрунтах і дюнах.

## Збереження
МСОП класифікує стан збереження цього виду як близький до загрозливого. Chioninia stangeri загрожує хижацтво з боку інвазивних ссавців.